# Herrliberg
Herrliberg är en ort och kommun  i distriktet Meilen i kantonen Zürich, Schweiz. Kommunen har 6 751 invånare (2023).
Herrliberg ligger vid Zürichsjön cirka 12 km sydöst om Zürich.